# Belgiens U/18-fodboldlandshold
Belgiens U/18-fodboldlandshold er Belgiens landshold for fodboldspillere, som er under 18 år og administreres af KBVB/URBSFA.